# نجيب محفوظ
نجيب محفوظ عبد العزيز إبراهيم أحمد الباشا (11 ديسمبر 1911 – 30 أغسطس 2006) هو كاتب مصري. يُعد أول مصري وعربي حائز على جائزة نوبل في الأدب. كتب نجيب محفوظ منذ الثلاثينات واستمر حتى 2004. تدور أحداث جميع رواياته في مصر وتظهر فيها سمة متكررة، هي الحارة التي تعادل العالم. كتب نجيب محفوظ أكثر من ثلاثين رواية اشتهرت غالبيتها وتم إنتاجها سينمائيًا أو تلفزيونيًا وكانت أول رواياته هي عبث الأقدار (1939)، أما آخرها، فكانت قشتمر (1988)، كما كتب أكثر من عشرين قصة قصيرة وكان آخرها أحلام فترة النقاهة (2004). ومن أشهر أعماله: بداية ونهاية (1949)، والثلاثية (1956–1957)، وأولاد حارتنا (1959)، والتي مُنعت من النشر في مصر منذ صدورها وحتى وقتٍ قريب، واللص والكلاب (1961)، وثرثرة فوق النيل (1966)، والكرنك (1974)، والحرافيش (1977). بينما يُصنف أدب محفوظ باعتباره أدبًا واقعيًا، فإن مواضيعًا وجودية تظهر فيه. محفوظ أكثر أديب عربي نُقلت أعماله إلى السينما والتلفزيون.
سُمي نجيب محفوظ باسمٍ مُركب تقديراً من والده عبد العزيز إبراهيم للطبيب المعروف نجيب باشا محفوظ الذي أشرف على ولادته التي كانت متعسرة.
تتشابك مسيرة نجيب محفوظ الأدبية مع تاريخ الرواية الحديثة في مصر والعالم العربي. في مطلع القرن العشرين، خطت الرواية العربية خطواتها الأولى في مجتمع وثقافة اكتشفت هذا النوع الأدبي من خلال ترجمة الروايات الأوروبية من القرن التاسع عشر. ومع ذلك، بالنسبة لنجيب محفوظ، فإن مجتمعًا قويًا وقديمًا مثل المجتمع المصري، بعد أن حافظ على التقاليد القديمة أثناء التحديث، يمكنه أن يستوعب ويدمج، دون خوف، بعض جوانب الثقافة الغربية. لأن هذا الكاتب استمع قبل كل شيء، في عمله، إلى هذا الشعب المصري، وإلى مغامراته الحميمة وتاريخه.
تتميز روايات نجيب محفوظ بأسلوب سردي كلاسيكي، يتميز بالتركيز على تصوير الشخصيات والمواقف بطريقة شديدة الواقعية، مع التركيز على العادات والتقاليد والقيم الاجتماعية في المجتمع المصري، والتجسيد الدقيق للحياة اليومية في مصر. كما يستخدم نجيب محفوظ نمط الرواية الداخلية الذي يسمح للقارئ بمشاهدة العالم من خلال عيون شخصية محورية في الرواية. كما يتميز أسلوب نجيب محفوظ بالتلاعب بالزمن والتركيز على التغيرات التي تحدث في الأحداث والأشخاص مع مرور الوقت.

نجيب محفوظ حائز على جائزة نوبل

## النشأة
وُلد نجيب محفوظ في 11 ديسمبر 1911 في حي الجمالية بالقاهرة. والده الذي كان موظفًا لم يقرأ كتابًا في حياته بعد القرآن غير حديث عيسى بن هشام لأن كاتبه المويلحي كان صديقاً له، ووالدته، فاطمة مصطفى قشيشة، ابنة الشيخ مصطفى قشيشة من علماء الأزهر. وكان نجيب محفوظ أصغر إخوته، ولأن الفرق بينه وبين أقرب إخوته سناً إليه كان عشر سنواتٍ، فقد عومل كأنه طفلٌ وحيد. كانت والدته أقرب إليه من والده الذي كان مشغولًا ودائمًا خارج البيت في عمله وقد لازمها في طفولته وكِبره حتي توفيت عام 1968، وهو العام نفسه الذي حصل فيه علي جائزة الدولة التقديرية. كان عمره 7 أعوامٍ حين قامت ثورة 1919 التي أثرت فيه وتذكرها فيما بعد في بين القصرين، أول أجزاء ثلاثيته.
التحق نجيب محفوظ بالكُتاب وتعلم القراءة والكتابة، ثم درس في التعليم العام والتحق بكلية الآداب جامعة فؤاد الأول (جامعة القاهرة حاليًا) في 1930 وحصل على ليسانس الفلسفة. شرع بعدها في إعداد رسالة الماجستير عن الجمال في الفلسفة الإسلامية، ثم غير رأيه بسبب العمل وقرر التركيز على الأدب. انضم إلى السلك الحكومي ليعمل سكرتيراً برلمانياً في وزارة الأوقاف (1938–1945)، ثم مديراً لمؤسسة القرض الحسن في الوزارة حتى 1954. وعمل بعدها مديراً لمكتب وزير الإرشاد، ثم انتقل إلى وزارة الثقافة مديراً للرقابة على المصنفات الفنية. وفي 1960، عمل مديراً عاماً لمؤسسة دعم السينما، ثم مستشاراً للمؤسسة العامة للسينما والإذاعة والتلفزيون. آخر منصبٍ حكومي شغله كان رئيس مجلس إدارة المؤسسة العامة للسينما (1966–1971)، وتقاعد بعدها ليصبح أحد كتاب مؤسسة الأهرام.

## مسيرته الأدبية
استوحى نجيب محفوظ من حي الجمالية ومحيطه معظم رواياته وقصصه، والتي شكلت عالمه الخاص ومنها انطلق إلي العالمية. بدأ الكتابة في منتصف الثلاثينيات، وكان ينشر قصصه القصيرة في مجلة الرسالة. كانت أول قصة نشرها بعنوان همس الجنون عام 1938. في 1939، نشر روايته الأولى عبث الأقدار التي تقدم مفهومه عن الواقعية التاريخية. ثم نشر كفاح طيبة في عام 1944 ورادوبيس في عام 1943، منهياً ثلاثية تاريخية في زمن الفراعنة. وبدءاً من 1945، بدأ نجيب محفوظ خطه الروائي الواقعي الذي حافظ عليه في معظم مسيرته الأدبية برواية القاهرة الجديدة، ثم خان الخليلي في عام 1945 وزقاق المدق في 1947. جرب نجيب محفوظ الواقعية النفسية في رواية السراب (1948)، ثم عاد إلى الواقعية الاجتماعية مع بداية ونهاية (1949) وثلاثية القاهرة (1956–1957). فيما بعد، اتجه محفوظ إلى الرمزية في رواياته الشحاذ (1965) وأولاد حارتنا (1959) التي سببت ردود فعلٍ قوية وكانت سبباً في التحريض على محاولة اغتياله. كما اتجه في مرحلة متقدمة من مشواره الأدبي إلى مفاهيم جديدة كالكتابة على حدود الفنتازيا كما في روايته الحرافيش (1977) وليالي ألف ليلة (1982)، وكتابة البوح الصوفي والأحلام كما في كتاب أصداء السيرة الذاتية (1994) وأحلام فترة النقاهة (2004)، واللذان اتسما بالتكثيف الشعري وتفجير اللغة والعالم. وتُعتبر مؤلّفات محفوظ من ناحية بمثابة مرآة للحياة الاجتماعية والسياسية في مصر، ومن ناحية أخرى يمكن اعتبارها تدويناً معاصراً لهم الوجود الإنساني ووضعية الإنسان في عالم يبدو وكأنه هجر الله أو هجره الله، كما أنها تعكس رؤية المثقّفين على اختلاف ميولهم إلى السلطة.

### أولاد حارتنا

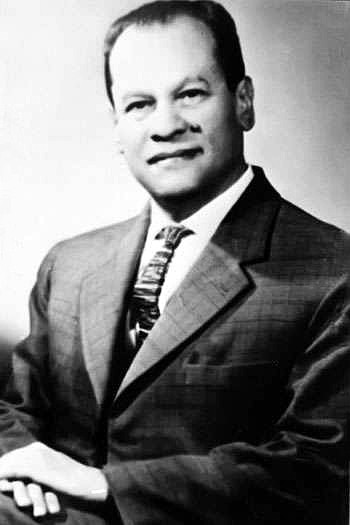
نجيب محفوظ في حقبة الستينات

توقف نجيب محفوظ عن الكتابة بعد الثلاثية، ودخل في حالة صمت أدبي، انتقل خلاله من الواقعية الاجتماعية إلى الواقعية الرمزية. ثم بدأ نشر روايته الجديدة أولاد حارتنا في جريدة الأهرام في 1959، وفيها استسلم نجيب لغواية استعمال الحكايات الكبري من تاريخ الإنسانية في قراءة اللحظة السياسية والاجتماعية لمصر ما بعد الثورة، ليطرح سؤال على رجال الثورة عن الطريق الذي يرغبون في السير فيه (طريق الفتوات أم طريق الحرافيش؟). وأثارت الرواية ردود أفعالٍ قوية تسببت في وقف نشرها والتوجيه بعدم نشرها كاملة في مصر، رغم صدورها في 1967 عن دار الآداب اللبنانية. جاءت ردود الفعل القوية من التفسيرات المباشرة للرموز الدينية في الرواية، وشخصياتها أمثال: الجبلاوي، أدهم، إدريس، جبل، رفاعة، قاسم، وعرفة. وشكل موت الجبلاوي فيها صدمة عقائدية لكثير من الأطراف الدينية.
أولاد حارتنا واحدة من أربع رواياتٍ تسببت في فوز نجيب محفوظ بجائزة نوبل للأدب، كما أنها كانت السبب المباشر في التحريض على محاولة اغتياله. وبعدها، لم يتخل تماماً عن واقعيته الرمزية، فنشر ملحمة الحرافيش في 1977، بعد عشر سنواتٍ من نشر أولاد حارتنا كاملة.
كما أنه قد رفض نشرها بعد ذلك، حرصا على وعد قطعه للسيد كمال أبو المجد مندوب الرئيس عبد الناصر بعدم نشر الرواية داخل مصر.

### التقدير النقدي

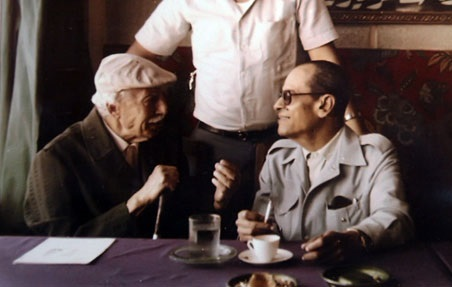
نجيب محفوظ مع توفيق الحكيم عام 1982 في مقهى الشانزليزيه بالقاهرة.

مع أنه بدأ الكتابة في وقتٍ مبكر، إلا أن نجيب محفوظ لم يلق اهتماماً حتى قرب نهاية الخمسينيات، فظل مُتجاهلاً من قِبل النُقاد لما يُقارب خمسة عشر عاماً قبل أن يبدأ الاهتمام النقدي بأعماله في الظهور والتزايد. رغم ذلك، كتب سيد قطب عنه في مجلة الرسالة في 1944، وكان أول ناقد يتحدث عن رواية القاهرة الجديدة، واختلف مع صلاح الدين ذهني بسبب رواية كفاح طيبة.
وكتب عنه محمد الجوادي في ظلال السياسة: نجيب محفوظ الروائي بين المثالية والواقعية، وهو دراسة أدبية نقدية تحليلية. وكتبت عنه جريدة الحياة في ذكرى وفاته الثامنة: من هو نجيب محفوظ.

## حياته الشخصية

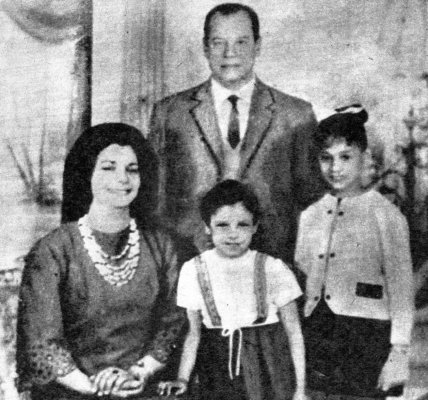
نجيب محفوظ مع عائلته

تزوج نجيب محفوظ في فترة توقفه عن الكتابة بعد ثورة 1952 من السيدة عطية الله إبراهيم، وأخفى خبر زواجه عمن حوله لعشر سنوات، متعللاً عن عدم زواجه بانشغاله برعاية أمه وأخته الأرملة وأطفالها. في تلك الفترة، كان دخله قد ازداد من عمله في كتابة سيناريوهات الأفلام وأصبح لديه من المال ما يكفي لتأسيس عائلة. أخفى خبر زواجه عن والدته حتى لا تغضب لأنها كانت قد رتبت أمر زواجه من قريبتها الثرية. عاش في البداية مع زوجته في عوامة على النيل وهناك أنجب ابنته الأولى «أم كلثوم»، ثم انتقل إلي شقة على النيل، ثم أنجب ابنته الثانية «فاطمة». لم يُعرف عن زواجه إلا بعد عشر سنواتٍ من حدوثه، عندما تشاجرت إحدى ابنتيه مع زميلة لها في المدرسة، فعرف الشاعر صلاح جاهين بالأمر من والد الطالبة، وانتشر الخبر بين المعارف.
قبل زواجه من عطية الله، عاش نجيب محفوظ العديد من قصص الحب التي وصفها بالفاشلة، والتي دفعته إلى دخول عالم البغاء والاستسلام له، هربًا من فشل مُتوقع في قصة حب أخرى. قال عن تلك الفترة في حوار صحفي له: «كنت من رواد دور البغاء الرسمي والسري، ومن رواد الصالات والكباريهات، ومن يراني في ذلك الوقت يتصور أن شخصًا يعيش مثل هذه الحياة المضطربة، وتستطيع أن تصفه بأنه حيوان جنسي لا يمكن أن يعرف الحب والزواج.. كانت نظرتي إلى المرأة في ذلك الحين جنسية بحتة، ليس فيها أي دور للعواطف أو المشاعر».

## السفر إلى الخارج
عُرف عن الأديب الكبير نجيب محفوظ ميله الشديد لعدم السفر إلى الخارج لدرجة أنه لم يحضر لاستلام جائزة نوبل وأوفد إبنته لاستلامها. ومع ذلك، فقد سافر ضمن وفد من الكُتاب المصريين إلى كل من اليمن ويوغوسلافيا في مطلع الستينيات ومرة أخرى إلى لندن لإجراء عملية جراحية في القلب عام 1989.

## محاولة اغتياله

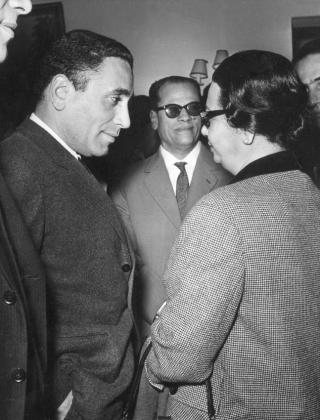
الصحفي محمد حسنين هيكل والمطربة أم كلثوم مع نجيب محفوظ يحتفلان بعيد ميلاده الخمسين.

في 21 سبتمبر 1950، بدأ نشر رواية أولاد حارتنا مُسلسلةً في جريدة الأهرام، ثم توقف النشر في 25 ديسمبر من العام نفسه بسبب اعتراضات هيئات دينية على "تطاوله على الذات الإلهية". لم تُنشر الرواية كاملة في مصر في تلك الفترة، واقتضى الأمر ثمان سنين أخرى حتى تظهر كاملة في طبعة دار الآداب اللبنانية التي طبعتها في بيروت عام 1967. وأُعيد نشر أولاد حارتنا في مصر في عام 2006 عن طريق دار الشروق.
في أكتوبر 1995، طُعن نجيب محفوظ في عنقه على يد شابين قد قررا اغتياله لاتهامه بالكفر والخروج عن الملة بسبب روايته المثيرة للجدل. الجدير بالذكر هنا أن طبيعة نجيب محفوظ الهادئة كان لها أثر كبير في عدم نشر الرواية في طبعة مصرية لسنوات عديدة، حيث كان قد ارتبط بوعد مع حسن صبري الخولي (الممثل الشخصي للرئيس الراحل جمال عبد الناصر) بعدم نشر الرواية في مصر إلا بعد أخذ موافقة الأزهر. فطُبعت الرواية في لبنان من إصدار دار الآداب عام 1962 ومُنع دخولها إلى مصر، رغم أن نسخًا مهربة منها وجدت طريقها إلى الأسواق المصرية. لم يمت نجيب محفوظ كنتيجة للمحاولة، وفيما بعد أُعدم الشابان المشتركان في محاولة الاغتيال رغم تعليقه بأنه غير حاقدٍ على من حاول قتله، وأنه يتمنى لو أنه لم يُعدما. وخلال إقامته الطويلة في المستشفى، زاره محمد الغزالي الذي كان ممن طالبوا بمنع نشر أولاد حارتنا وعبد المنعم أبو الفتوح، القيادي السابق في حركة الإخوان المسلمين، وهي زيارة تسببت في هجوم شديد من جانب بعض المتشددين على أبو الفتوح.

## الوظائف التي التحق بها
- سيكرتير برلماني.
- مدير مؤسسة القرض الحسن في وزارة الأوقاف.
- مدير مكتب وزير الإرشاد.
- مدير للرقابة على المصنفات الفنية.
- مدير مؤسسة دعم السينما.
- رئيس مجلس الإدارة العامة للسينما.

## وفاته
تُوفي نجيب محفوظ في بداية 29 أغسطس 2006 عن عمر ناهز 95 عامًا، إثر قرحة نازفة بعد عشرين يوماً من دخوله مستشفى الشرطة في حي العجوزة في محافظة الجيزة لإصابته بمشكلات صحية في الرئة والكليتين. وكان قبلها قد دخل المستشفى في يوليو من العام ذاته لإصابته بجرح غائر في الرأس إثر سقوطه في الشارع.

## أعماله
بدأ نجيب محفوظ الكتابة بكتابة المقالات الفلسفية في مجلات وصحف مختلفة في الفترة بين 1930 و1939. ثم اتجه بعد ذلك للكتابة الأدبية. صدرت روايته الأولى عبث الأقدار عام 1938 ونشرها له سلامة موسى، صاحب المجلة الجديدة الذي كان ينشر مقالات نجيب محفوظ منذ أيام دراسته في الثانوية. وفي عام 1947، بدأ بكتابة سيناريوهات لأفلام السينما واستمر حتى عام 1960. وفي فترة لاحقة، كان يكتب زاوية أسبوعية في جريدة الأهرام بعنوان "وجهة نظر" حول مواضيع سياسية واجتماعية. استمر في كتابة الزاوية بانتظام من عام 1980 حتى توقف عام 1994 بسبب حادثة الطعن. ثم استأنف الزاوية على شكل حوارات أسبوعية يجريها مع الكاتب محمد سلماوي. واستمرت الحوارات حتى قبيل وفاته عام 2006. قام نجيب محفوظ أيضًا بترجمة كتاب
- مصر القديمة (1932): ترجمة لكتاب (Ancient Egypt) للمؤلف الإنجليزي جيمس بيكي.[25]

### روايات
- الثلاثية التاريخية:[26]
  - عبث الأقدار (1939)
  - رادوبيس (1943)
  - كفاح طيبة (1944)
- القاهرة الجديدة (1945)
- خان الخليلي (1946)
- زقاق المدق (1947)
- السراب (1948)
- بداية ونهاية (1949)
- ثلاثية القاهرة:
  - بين القصرين (1956)
  - قصر الشوق (1957)
  - السكرية (1957)
- اللص والكلاب (1961)
- السمان والخريف (1962)
- الطريق (1964)
- الشحاذ (1965)
- ثرثرة فوق النيل (1966)
- ميرامار (1967)
- أولاد حارتنا (1968)
- المرايا (1972)
- الحب تحت المطر (1973)
- الكرنك (1974)
- حكايات حارتنا (1975)
- قلب الليل (1975)
- حضرة المحترم (1975)
- ملحمة الحرافيش (1977)
- عصر الحب (1980)
- أفراح القبة (1981)
- ليالي ألف ليلة (1982)
- الباقي من الزمن ساعة (1982)
- أمام العرش (1983)
- رحلة ابن فطومة (1983)
- العائش في الحقيقة (1985)
- يوم قُتِل الزعيم (1985)
- حديث الصباح والمساء (1987)
- قشتمر (1988)

^ نُشرت مُسلسلة في جريدة الأهرام عام 1959 ولم يُكتمل نشر حلقاتها. نُشرت كاملة لأول مرة في لبنان عام 1967.

### مجموعات قصصية
| - همس الجنون (1938) - دنيا الله (1962) - بيت سيئ السمعة (1965) - خمارة القط الأسود (1969) - تحت المظلة (1969) - حكاية بلا بداية ولا نهاية (1971) - شهر العسل (1971) - الجريمة (1973) - الحب فوق هضبة الهرم (1979) | - الشيطان يعظ (1979) - رأيت فيما يرى النائم (1982) - التنظيم السري (1984) - صباح الورد (1987) - الفجر الكاذب (1988) - أصداء السيرة الذاتية (1995) - القرار الأخير (1996) - صدى النسيان (1999) - فتوة العطوف (2001) - أحلام فترة النقاهة (2004) |

## كتابة السيناريو
في عام 1947، التقى نجيب محفوظ بالمخرج صلاح أبو سيف الذي عرض عليه الاشتغال بكتابة السيناريو وعلمه ذلك. وقدم أول سيناريو له لفيلم مغامرات عنتر وعبلة الذي تأخر إصداره حتى عام 1948، ثم فيلم المنتقم الذي صدر قبله. وكان المخرج صلاح أبو سيف أحيانًا يشاركه في الكتابة. واستمر نجيب محفوظ في كتابة السيناريوهات حتى عام 1959، حين كلفه وزير الثقافة ثروت عكاشة للعمل في منصب مدير عام الرقابة على المصنفات الفنية.
| عنوان الفيلم       | سنة الإصدار | بطولة                                                   | المخرج          |
| ------------------ | ----------- | ------------------------------------------------------- | --------------- |
| المنتقم            | 1947        | أحمد سالم - نور الهدى                                   | صلاح أبو سيف    |
| مغامرات عنتر وعبلة | 1948        | كوكا - سراج منير                                        | صلاح أبو سيف    |
| لك يوم يا ظالم     | 1951        | فاتن حمامة - محسن سرحان                                 | صلاح أبو سيف    |
| ريا وسكينة         | 1953        | أنور وجدي - فريد شوقي - نجمة إبراهيم - زوزو حمدي الحكيم | صلاح أبو سيف    |
| الوحش              | 1954        | أنور وجدي - سامية جمال                                  | صلاح أبو سيف    |
| فتوات الحسينية     | 1954        | فريد شوقي - هدى سلطان                                   | نيازي مصطفى     |
| جعلوني مجرمًا       | 1954        | فريد شوقي - هدى سلطان                                   | عاطف سالم       |
| درب المهابيل       | 1955        | شكري سرحان - برلنتي عبد الحميد                          | توفيق صالح      |
| شباب امرأة         | 1955        | شكري سرحان - تحية كاريوكا - شادية                       | صلاح أبو سيف    |
| النمرود            | 1956        | فريد شوقي - هدى سلطان                                   | عاطف سالم       |
| الطريق المسدود     | 1957        | فاتن حمامة - أحمد مظهر                                  | صلاح أبو سيف    |
| الفتوة             | 1957        | فريد شوقي - تحية كاريوكا                                | صلاح أبو سيف    |
| ساحر النساء        | 1958        | فريد شوقي - هند رستم                                    | فطين عبد الوهاب |
| الهاربة            | 1958        | شادية - شكري سرحان                                      | حسن رمزي        |
| مجرم في إجازة      | 1958        | فريد شوقي - صباح                                        | صلاح أبو سيف    |
| جميلة              | 1958        | ماجدة - أحمد مظهر                                       | يوسف شاهين      |
| أنا حرة            | 1959        | لبنى عبد العزيز - شكري سرحان                            | صلاح أبو سيف    |
| إحنا التلامذة      | 1959        | شكري سرحان - عمر الشريف                                 | عاطف سالم       |
| بين السما والأرض   | 1960        | هند رستم                                                | صلاح أبو سيف    |

## الأعمال الفنية المُقتبسة عنه
يُعتبر الفنان نور الشريف أكثر من شارك في أفلام ومسلسلات مُقتبسة عن روايات نجيب محفوظ، إذ شارك في أكثر من 10 أفلام ومسلسلات. وتُعتبر الفنانة شادية أكثر ممثلة في أفلام نجيب محفوظ. وأما كتاب السيناريو، فكان أكثرهم ممدوح الليثي بسبعة أفلام، ثم مصطفى محرم بستة أفلام. ومن المخرجين حسن الإمام وحسام الدين مصطفى. يرى بعض النقاد أن الأفلام المُقتبسة أكثر نضجًا من الأفلام التي كتب لها نجيب محفوظ السيناريو بنفسه. وقد لعبت السينما دورًا هامًا في تحقيق شهرة أعمال محفوظ في مصر والوطن العربي.

### الأفلام
لم تتجه السينما المصرية إلى الاعتماد على الاقتباس من الأدب الروائي إلا في بداية الخمسينات ولم يبدأ اقتباس روايات نجيب محفوظ إلا في فترة لاحقة أول الستينات، رغم أنه كان قد كتب 11 رواية. يذكر نجيب محفوظ عن ذلك في مقابلة تلفزيونية: "ظللت مدة طويلة أعمل سيناريوهات، لكن السينما لا تعمل لي أي عمل لرواياتي الأصلية مع أنها كانت موجودة". كان الممثل والمنتج فريد شوقي أول من التفت إلى روايات نجيب محفوظ، حين اشترى حقوق رواية بداية ونهاية. بعد ذلك، حُوّلت معظم روايات نجيب محفوظ إلى أفلام. ولم يكن محفوظ يتدخل في سيناريوهات تلك الأفلام المُقتبسة، فهو يرى أنه "من الصعب عليه باعتباره [كاتب النص الأصلي] أن يتخلص من أسره الأدبي له. مما قد يضر بالفيلم نفسه".
| عنوان الفيلم    | تاريخه | الرواية         | بطولة                                                         | إخراج            |
| --------------- | ------ | --------------- | ------------------------------------------------------------- | ---------------- |
| بداية ونهاية    | 1960   | بداية ونهاية    | عمر الشريف - فريد شوقي                                        | صلاح أبو سيف     |
| اللص والكلاب    | 1962   | اللص والكلاب    | شكري سرحان - شادية                                            | كمال الشيخ       |
| زقاق المدق      | 1963   | زقاق المدق      | شادية - صلاح قابيل - حسن يوسف - يوسف شعبان - حسين رياض        | حسن الإمام       |
| بين القصرين     | 1964   | بين القصرين     | يحيى شاهين - آمال زايد - عبد المنعم إبراهيم - صلاح قابيل      | حسن الإمام       |
| الطريق          | 1964   | الطريق          | شادية - رشدي أباظة - سعاد حسني                                | حسام الدين مصطفى |
| القاهرة 30      | 1966   | القاهرة الجديدة | حمدي أحمد - سعاد حسني - أحمد مظهر - عبد المنعم إبراهيم        | صلاح أبو سيف     |
| خان الخليلي     | 1966   | خان الخليلي     | عماد حمدي - سميرة أحمد - حسن يوسف                             | عاطف سالم        |
| قصر الشوق       | 1967   | قصر الشوق       | يحيى شاهين - آمال زايد - عبد المنعم إبراهيم - نور الشريف      | حسن الإمام       |
| السمان والخريف  | 1967   | السمان والخريف  | محمود مرسي - نادية لطفي                                       | حسام الدين مصطفى |
| ميرامار         | 1969   | ميرامار         | شادية - يوسف شعبان - عماد حمدي - نادية الجندي                 | كمال الشيخ       |
| السراب          | 1970   | السراب          | ماجدة - نور الشريف - رشدي أباظة                               | أنور الشناوي     |
| ثرثرة فوق النيل | 1971   | ثرثرة فوق النيل | عماد حمدي - عادل أدهم - ماجدة الخطيب                          | حسين كمال        |
| السكرية         | 1973   | السكرية         | يحيى شاهين - نور الشريف - عبد المنعم إبراهيم - هدى سلطان      | حسن الإمام       |
| الشحات          | 1973   | الشحاذ          | محمود مرسي - نيللي                                            | حسام الدين مصطفى |
| أميرة حبي أنا   | 1974   | المرايا         | سعاد حسني - حسين فهمي                                         | حسن الإمام       |
| الحب تحت المطر  | 1975   | الحب تحت المطر  | ميرفت أمين - أحمد رمزي - عادل أدهم - عماد حمدي                | حسين كمال        |
| الكرنك          | 1975   | الكرنك          | سعاد حسني - نور الشريف - كمال الشناوى - محمد صبحي - فريد شوقي | علي بدرخان       |
| عصر الحب        | 1986   | عصر الحب        | محمود ياسين - سهير رمزي - تحية كاريوكا                        | حسن الإمام       |
| وصمة عار        | 1986   | الطريق          | نور الشريف - يسرا                                             | أشرف فهمي        |
| قلب الليل       | 1989   | قلب الليل       | فريد شوقى - نور الشريف                                        | عاطف الطيب       |

تأخر الاعتماد على قصص نجيب محفوظ في الأفلام. ولم تُحوّل أول قصة له إلا عام 1972 في جزء من فيلم صور ممنوعة للمخرج مدكور ثابت، وهي قصة "صورة" التي ظهرت في مجموعة خمارة القط الأسود. أما في فترة الثمانينات، فكانت معظم الأفلام المُقتبسة مأخوذة عن قصص محفوظ القصيرة.
| عنوان الفيلم        | تاريخه | القصة               | المجموعة             | بطولة                                                    | إخراج            |
| ------------------- | ------ | ------------------- | -------------------- | -------------------------------------------------------- | ---------------- |
| الشريدة             | 1980   | الشريدة             | همس الجنون           | نجلاء فتحي - محمود ياسين                                 | أشرف فهمي        |
| الشيطان يعظ         | 1981   | الشيطان يعظ         | الشيطان يعظ          | نور الشريف - نبيلة عبيد - فريد شوقي - عادل أدهم          | أشرف فهمي        |
| أهل القمة           | 1981   | أهل القمة           | الحب فوق هضبة الهرم  | نور الشريف - سعاد حسني                                   | علي بدرخان       |
| وكالة البلح         | 1982   | أهل الهوى           | رأيت فيما يرى النائم | نادية الجندي - محمود ياسين - وحيد سيف - محمود عبد العزيز | حسام الدين مصطفى |
| أيوب                | 1984   | أيوب                | الشيطان يعظ          | عمر الشريف                                               | هاني لاشين       |
| الخادمة             | 1984   | زيارة               | خمارة القط الأسود    | نادية الجندي                                             | أشرف فهمي        |
| دنيا الله           | 1985   | دنيا الله           | دنيا الله            | نور الشريف - معالي زايد                                  | حسن الإمام       |
| الحب فوق هضبة الهرم | 1986   | الحب فوق هضبة الهرم | الحب فوق هضبة الهرم  | أحمد زكي - آثار الحكيم                                   | عاطف الطيب       |

### المسلسلات
| عنوان المسلسل                   | تاريخه | الرواية أو القصة         | بطولة                                            | إخراج         |
| ------------------------------- | ------ | ------------------------ | ------------------------------------------------ | ------------- |
| اللص والكلاب                    | 1975   | اللص والكلاب             | رجاء حسين - عزت العلايلي                         | إبراهيم الصحن |
| اللص والكلاب                    | 1998   | اللص والكلاب             | عبلة كامل - رياض الخولي                          | أحمد خضر      |
| الباقي من الزمن ساعة            | 1982   | الباقي من الزمن ساعة     | عزت العلايلي - فريد شوقي                         | هانى لاشين    |
| بين القصرين (الجزء الأول)       | 1987   | بين القصرين              | محمود مرسي - صلاح السعدني - هدى سلطان            | يوسف مرزوق    |
| قصر الشوق (الجزء الثاني)        | 1988   | قصر الشوق                | محمود مرسي - شويكار                              | يوسف مرزوق    |
| قشتمر                           | 1994   | قشتمر                    | مدحت صالح - وائل نور - سوسن بدر                  | علوية زكي     |
| حضرة المحترم                    | 1999   | حضرة المحترم             | أشرف عبد الباقي - سوسن بدر                       | سيد طنطاوي    |
| الأقدار                         | 2000   | عبث الأقدار              | عزت العلايلي - سمية الألفي                       | خالد بهجت     |
| حديث الصباح والمساء             | 2001   | حديث الصباح والمساء      | ليلى علوي - أحمد خليل - أحمد ماهر                | أحمد صقر      |
| السيرة العاشورية (الجزء الأول)  | 2001   | الحرافيش                 | نور الشريف - إلهام شاهين - أحمد بدير - ماجدة زكي | وائل عبد الله |
| قسمتي ونصيبي                    | 2001   | قسمتي ونصيبي (قصة قصيرة) | مصطفى فهمي - دلال عبد العزيز - عماد رشاد         | رضا النجار    |
| السيرة العاشورية (الجزء الثاني) | 2005   | الحرافيش                 | هشام سليم - إلهام شاهين - ميمي جمال - أحمد بدير  | خالد بهجت     |
| أفراح القبة                     | 2016   | أفراح القبة              | منى زكي - جمال سليمان                            | محمد ياسين    |

^ضمن المجموعة القصصية رأيت فيما يرى النائم.

## الجوائز

لحظة تسلم ابنتي نجيب محفوظ جائزة نوبل في الأدب عام 1988 بالنيابة عن والدهما

- جائزة قوت القلوب الدمرداشية - رادوبيس - 1943
- جائزة وزارة المعارف - كفاح طيبة - 1944
- جائزة مجمع اللغة العربية - خان الخليلي - 1946
- جائزة الدولة في الأدب - بين القصرين - 1957
- وسام الاستحقاق من الطبقة الأولى - 1962
- جائزة الدولة التقديرية في الآداب - 1968
- وسام الجمهورية من الطبقة الأولى - 1972
- جائزة نوبل للآداب - 1988
- قلادة النيل العظمى - 1988
- الوسام الرئاسي والدكتوراه الفخرية من الجامعة الأمريكية بالقاهرة - 1989
- جائزة مبارك في الآداب من المجلس الأعلى للثقافة - 1999
- العضوية الفخرية للأكاديمية الأمريكية للفنون والآداب - 2002
- جائزة كفافيس - 2004[36]

## تكريم اسمه

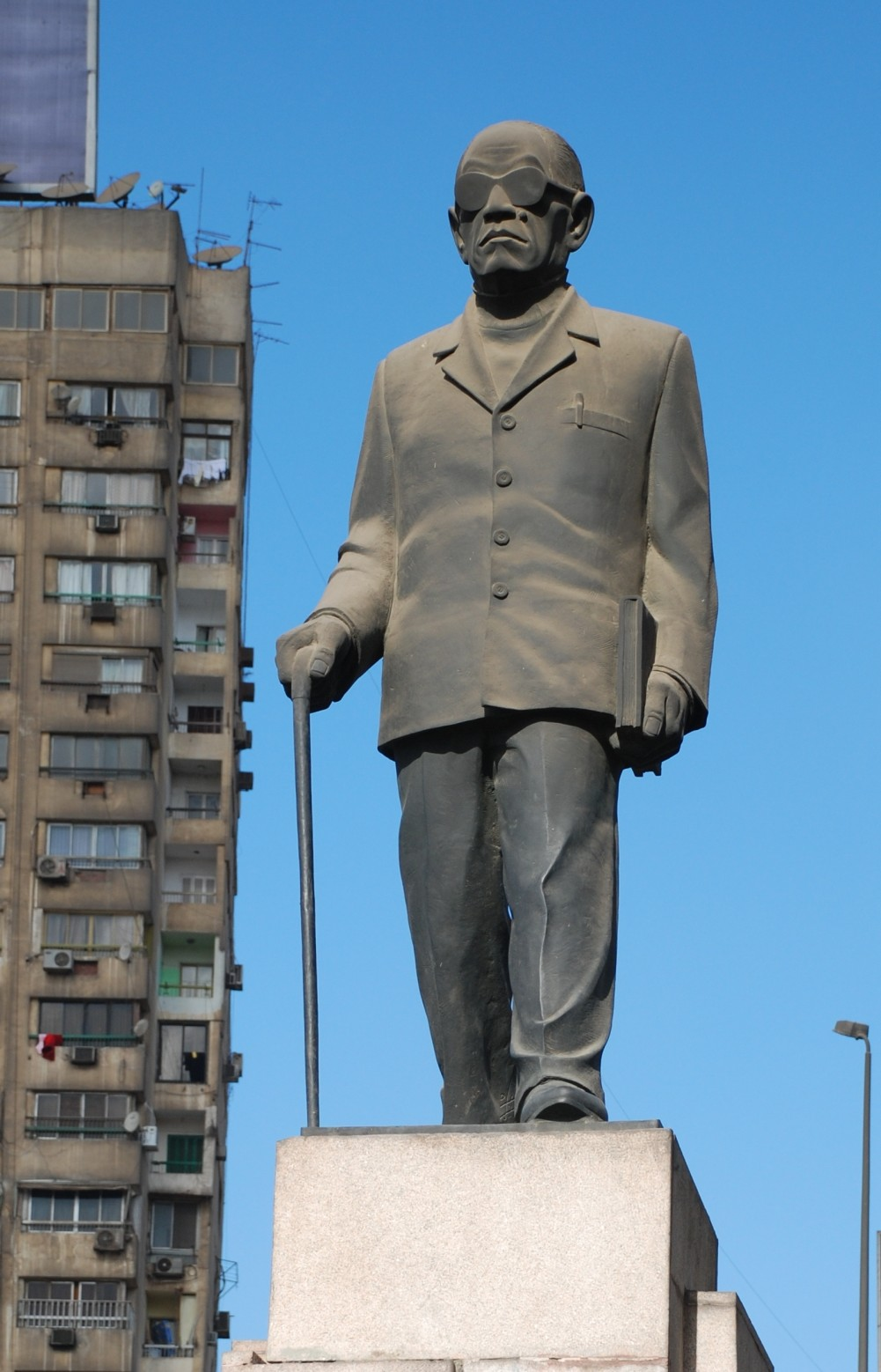
تمثال نجيب محفوظ في ميدان سفنكس بالمهندسين، الجيزة

تم تكريم اسم نجيب محفوظ في الكثير من المناسبات، حيث أطلقت محافظة الجيزة عام 2001 اسمه على ميدان سفنكس الشهير الذي يقع في حي المهندسين، كذلك يوجد ميدان وشارع نجيب محفوظ المتفرع من كورنيش النيل في منطقة العجوزة، وأُطلق اسمه على أحد الشوارع في مدينة نصر وكذلك في المعادي، كذلك قامت الهيئة القومية للبريد عام 2010 بإصدار طابع بريد له بمناسبة الذكرى المئوية لميلاده، وكذلك أطلقت مؤسسة الأهرام اسم نجيب محفوظ على أحد أكبر قاعاتها، وتم إطلاق اسمه على العديد من المدارس في أنحاء مصر.

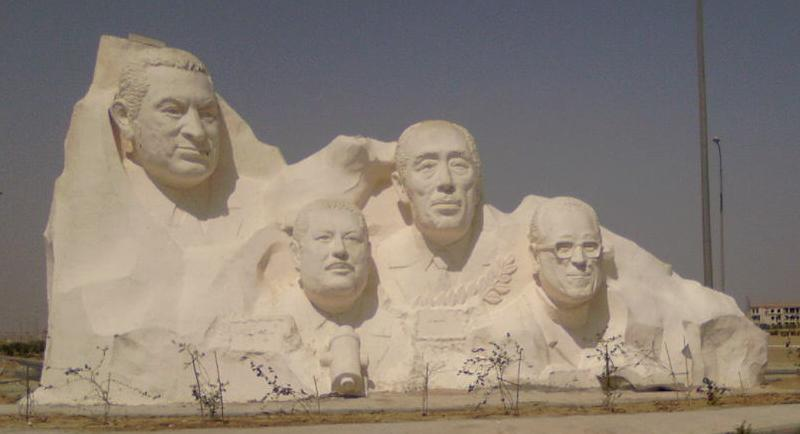
النصب التذكاري لشخصيات مصرية في مدينة الشيخ زايد، ويظهر نجيب محفوظ على اليمين

وتوجد جائزة أيضاً باسم جائزة نجيب محفوظ، هي جائزة أدبية وتم إنشائها بواسطة قسم النشر بالجامعة الأمريكية بالقاهرة عام 1996م، وتُمنح في حفل يُقام كل عام في 11 ديسمبر، اليوم الموافق ليوم مولد نجيب محفوظ.
كذلك في عام 1994، قام المجلس الأعلى للثقافة المصري بإنشاء جائزة الروائي العالمي نجيب محفوظ للرواية العربية، والتي توقفت عام 1999، ثم عادت مرة أخرى عام 2017. وتصدُر أيضاً دورية سنوية باسم نجيب محفوظ من قِبل المجلس الأعلى للثقافة، أيضاً قامت جامعة القاهرة بإفراد جائزة خاصة باسم جائزة نجيب محفوظ للإبداع الأدبي والفكري كجائزة مستقلة بذاتها في الذكرى 106 لميلاده، والتي قررت أيضاً إطلاق اسم نجيب محفوظ على دورة عيد العلم لعام 2017.

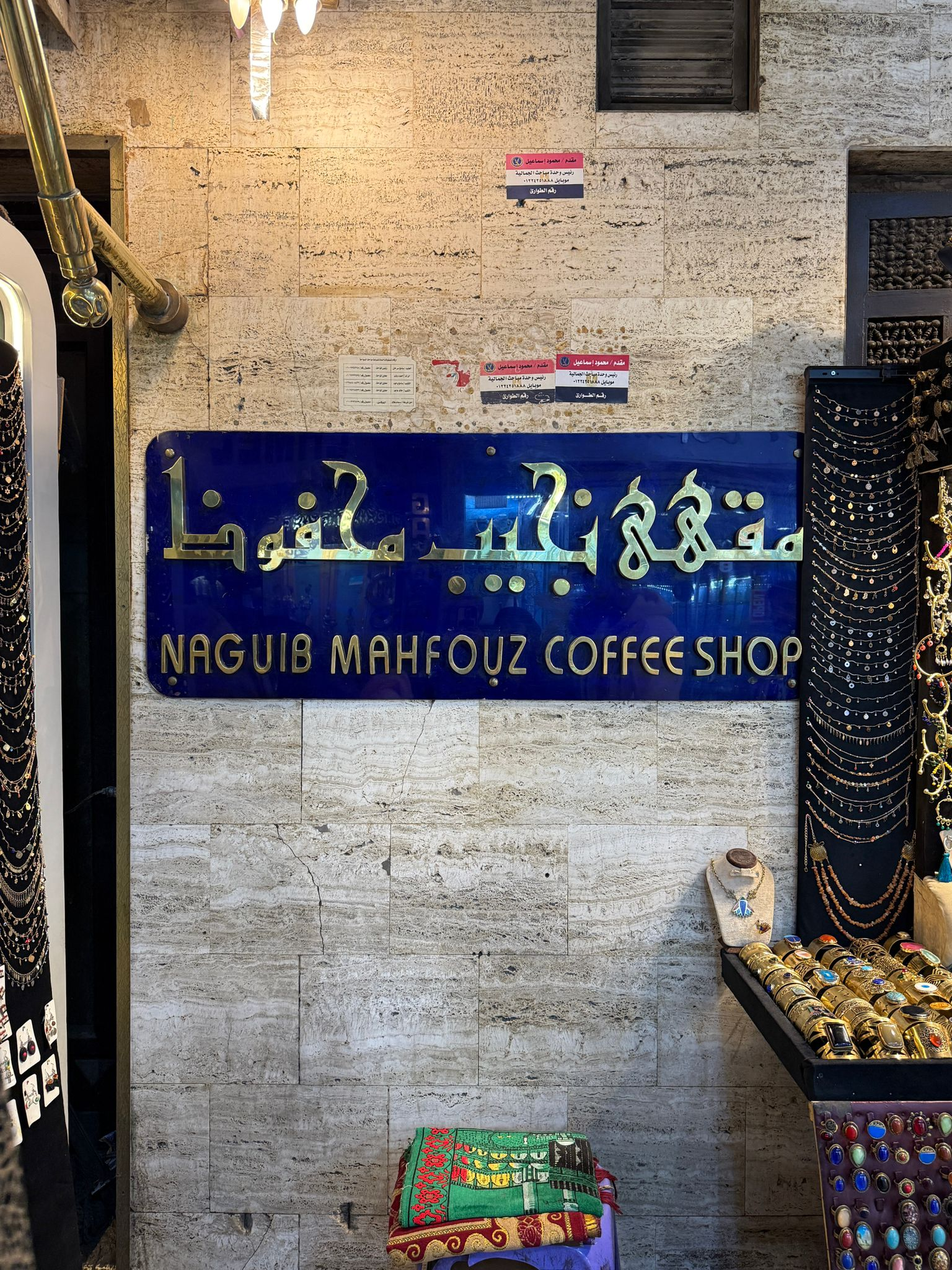
مقهى نجيب محفوظ في خان الخليلي- القاهرة

وقرر محافظ الجيزة في عام 2002 إنشاء تمثال لنجيب محفوظ مصنوع من البرونز بارتفاع 3 أمتار يجسد محفوظ وهو يحمل جرائد يسير بها في الشارع متكئًا على عصاه. في البداية، قررت اللجنة المشرقة وضع التمثال أمام بيت نجيب محفوظ على النيل ولكن تراجعت عن الفكرة لصالح فكرة إقامته في الكيت كات، إلا أن بعض الجماعات الدينية رفضت وضع التمثال متعللين أن الميدان يطل على مسجد وجمعية شرعية، مما أثار حاجة من الجدل والاستهجان في الأوساط الثقافية، وانتهى الأمر بوضع التمثال في ميدان سفنكس بالمهندسين.
وهناك أيضا مقهى نجيب محفوظ في خان الخليلي التاريخية بالقاهرة، وهو يعد من أبرز المعالم الثقافية والسياحية في المدينة. أُسّس المقهى عام 1989 تكريمًا له. ويتميز بطابعه المعماري التقليدي المستوحى من التراث المصري، مع عناصر زخرفية تعكس الطابع الإسلامي الكلاسيكي، مثل النقوش العثمانية والنجف النحاسي المزين بالآيات القرآنية. يُعرف المقهى بكونه وجهة يقصدها الزوار من داخل مصر وخارجها. يُستخدم المكان أيضًا كمركز ثقافي يستضيف فعاليات أدبية وفكرية، ويُعد نقطة جذب للمهتمين بالأدب والثقافة في سياق القاهرة التاريخية.
وفي عام 2006، أصدر وزير الثقافة المصري الأسبق فاروق حسني قرار وزاري بتخصيص جزء من تكيّة محمد أبو الدهب بالأزهر لإنشاء متحف وقاعة باسم نجيب محفوظ، وسيضم المتحف مقتنيات نجيب محفوظ ومكتبة تضم مؤلفاته، بالإضافة إلى قاعات عرض، إلا أن هذا المشروع تعطل لأكثر من 10 أعوام بسبب مشاكل وبسبب اعتراض وزارة الآثار على بعض أعمال التجهيز التي لا تتناسب مع مبنى أثري قديم وقد يؤثر عليه، وفي عام 2015، قام وزير الثقافة حلمي النمنم بزيارة أعمال تجهيز المتحف وصرح بأنه سيتم عمل افتتاح جزئي للمتحف خلال شهر ديسمبر 2017، إلا أن المتحف افتُتح بتاريخ 14 يوليو 2019 بحضور ابنته أم كلثوم، وقيادات وزارة الثقافة والآثار، ومحافظ القاهرة، وعدد من سفراء دول الدنمارك، وإنجلترا، ونيوزلندا، والسعودية، والكويت، وألمانيا، وتشيلي، وصربيا وغيرهم. أعلنت وزارة الثقافة حينها عن توفير خمس منح لكتابة السيناريو والرواية والقصة القصيرة في المتحف وتخفيض علي الكتب بنسبة 50% لإصدارات وزارة الثقافة و25% لإصدارات دور النشر الأخري، كما أعلنت عن دخول المتحف مجانًا لمدة شهر.
وفي أبريل 2025، أعلن وزير الثقافة المصري الدكتور أحمد فؤاد هنو عن بدء سلسلة من الأنشطة الثقافية بالقاهرة والمحافظات، تقديرًا لدور محفوظ البارز في تعزيز الهوية والثقافة المصرية. وتحمل الاحتفالية اسم "محفوظ في القلب"، وتأتي بهدف تذكير الجميع بإسهامات نجيب محفوظ الفنية والثقافية الكبيرة، وتكريم مساعدته على فهم طبيعة الهوية المصرية. فقد وصفه الدكتور أسامة طلعت، رئيس دار الكتب والوثائق المصرية، بأنه "كان بمثابة حارس للهوية المصرية، حيث نقل تفاصيلها وأحلامها وتحدياتها عبر رواياته، من الحارة الشعبية إلى قاعات نوبل في الآداب".

## كتب عنه
- خليل الشيخ، المرايا في ضوء رواية التكون الذاتي : قراءة في سيرة نجيب محفوظ الروائية، مجلة أبحاث اليرموك، المجلد 13، العدد الأول، 1995.

## وصلات خارجية
- نجيب محفوظ على موقع أرشيف الشارخ
- نجيب محفوظ على موقع المكتبة المفتوحة (الإنجليزية)
- نجيب محفوظ على موقع IMDb (الإنجليزية)
- نجيب محفوظ على موقع الموسوعة البريطانية (الإنجليزية)
- نجيب محفوظ على موقع مونزينجر (الألمانية)
- نجيب محفوظ على موقع الدهليز
- نجيب محفوظ على موقع قاعدة بيانات الأفلام العربية
- نجيب محفوظ على موقع ميوزك برينز (الإنجليزية)
- نجيب محفوظ على موقع أول موفي (الإنجليزية)
- نجيب محفوظ على موقع إن إن دي بي (الإنجليزية)
- نجيب محفوظ على موقع ديسكوغز (الإنجليزية)
- نجيب محفوظ على موقع قاعدة بيانات الفيلم (الإنجليزية)